# Federazione calcistica di Sint Maarten
La Federazione calcistica di Sint Maarten, ufficialmente Sint Maarten Soccer Association, fondata nel 1986, è il massimo organo amministrativo del calcio nella parte olandese dell'isola di Saint Martin. Affiliata alla CONCACAF dal 1998, ma non alla FIFA, essa è responsabile della gestione del campionato di calcio e della nazionale di calcio del territorio di sua competenza.